# Saubara
Saubara is een gemeente in de Braziliaanse deelstaat Bahia. De gemeente telt 11.632 inwoners (schatting 2009).

## Aangrenzende gemeenten
De gemeente grenst aan Cachoeira, Maragogipe, Salinas da Margarida, Salvador, Santo Amaro en São Francisco do Conde.

## Galerij

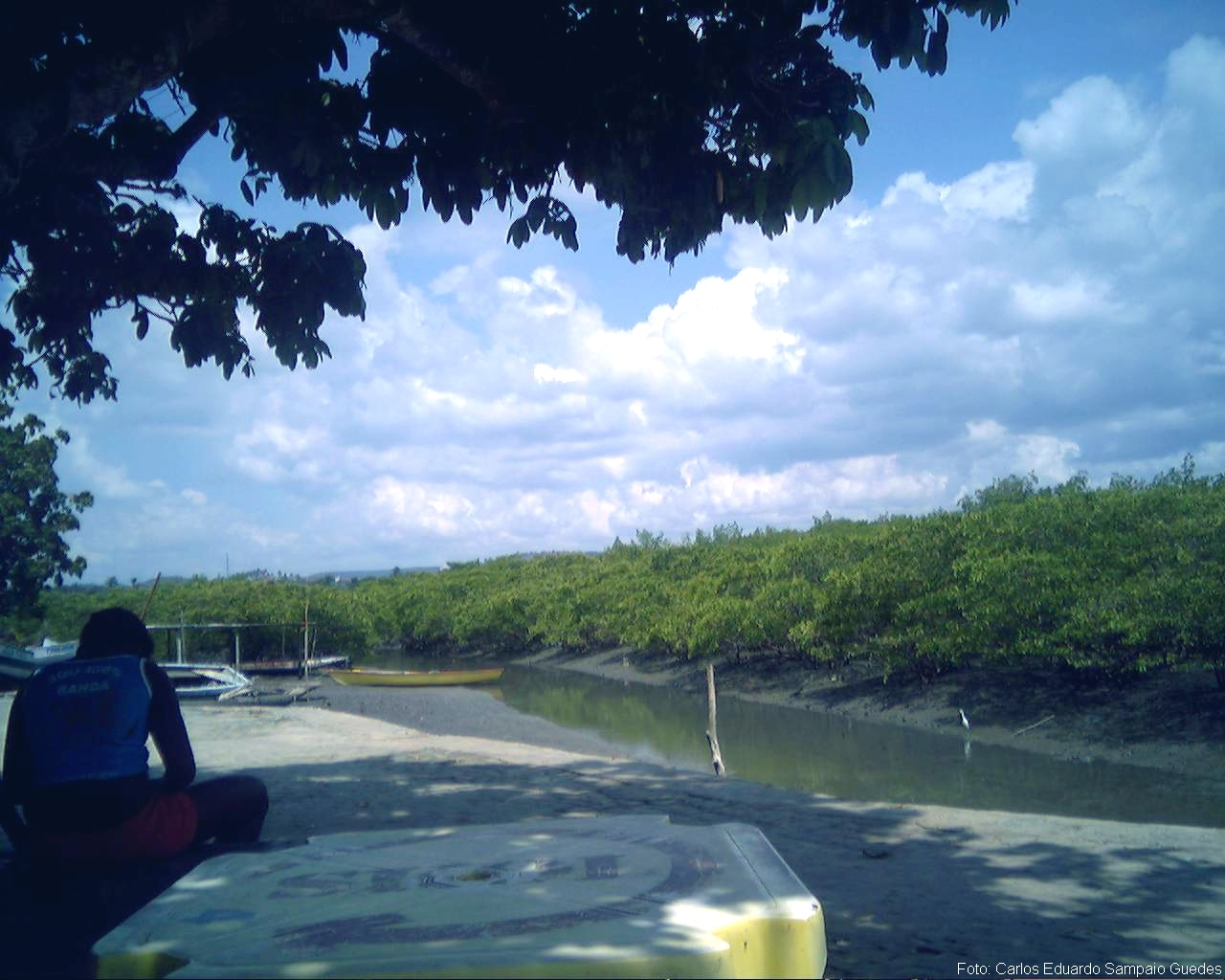
Het strand praia do porto in de gemeente Saubara
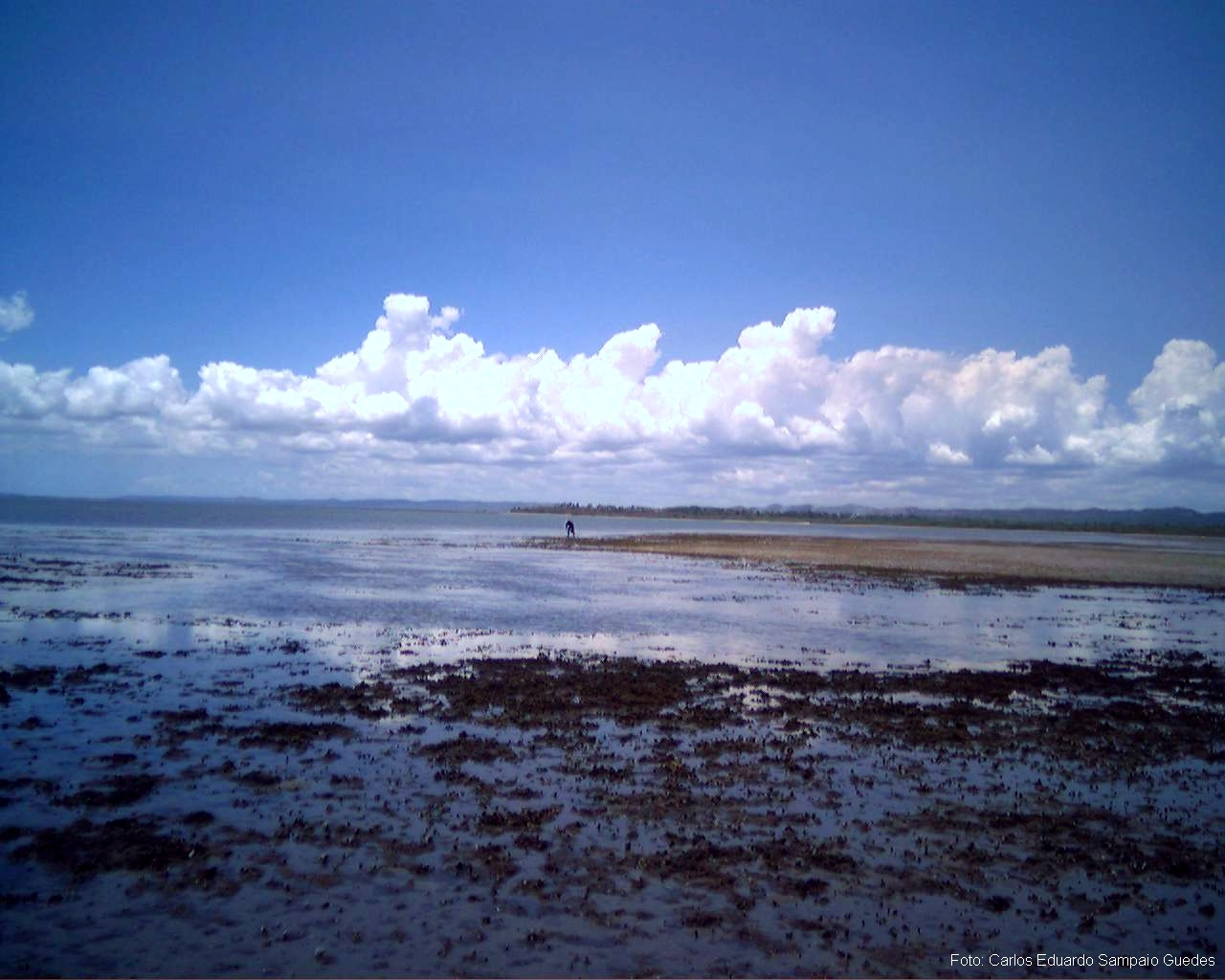
Het strand praia do Sol bij de brug van Saubara